# Перепельницкий сельский совет (Зборовский район)
Перепельницкий сельский совет (укр. Перепельницька сільська рада) — входит в состав
Зборовского района
Тернопольской области
Украины.
Административный центр сельского совета находится в 
с. Перепельники.

## История
- 1992 — дата образования.

## Населённые пункты совета
- с. Перепельники